# Naranjito, Ecuador
Naranjito är en ort i Ecuador.   Den ligger i provinsen Guayas, i den centrala delen av landet, 240 km söder om huvudstaden Quito. Naranjito ligger 28 meter över havet och antalet invånare är 34 206.
Terrängen runt Naranjito är mycket platt. Runt Naranjito är det ganska tätbefolkat, med 52 invånare per kvadratkilometer. Närmaste större samhälle är Milagro, 14,7 km väster om Naranjito. Trakten runt Naranjito består till största delen av jordbruksmark.